# Cossidopsyche perlucida
Cossidopsyche perlucida is een vlinder uit de familie van de zakjesdragers (Psychidae). De wetenschappelijke naam van de soort is voor het eerst geldig gepubliceerd in 2009 door Thomas Sobczyk. 
De vlinder heeft een voorvleugellengte van 13 tot 14 millimeter bij de mannetjes en 17 millimeter bij de vrouwtjes. De antennes zijn 5,3 tot 5,5 millimeter lang.
De soort komt onder meer voor in Thailand en Cambodja.